# 200 (South Park)
200 ist die fünfte Folge der 14. Staffel und damit die 200. Episode der Serie South Park. Sie ist der erste Teil des Zweiteilers einer Mohammed-Parodie. Sowohl diese als auch die 201. Episode wurden von Comedy Central aufgrund von Drohungen islamistischer Extremisten nachträglich zurückgezogen.

## Handlung
Mr. Garrison, der Klassenlehrer der vierten Klasse von South Park, plant mit seinen Schülern – darunter auch Cartman, Kenny, Stan und Kyle – einen Ausflug in eine Schokoladenfabrik. In der Fabrik bemerkt Stan Tom Cruise, der dort als Fabrikmitarbeiter angestellt ist und Karamell-Konfekt – sogenanntes Fudge – verpackt, woraufhin Stan ihn als Fudge-Packer bezeichnet. Da Fudge-Packer im amerikanischen Englisch jedoch zweideutig ist und darunter auch eine Beleidigung ausdrückt, fühlt sich Cruise persönlich angegriffen und droht ganz South Park zu verklagen.
Als Tom Cruise zudem plant, noch weitere Prominente in eine Sammelklage gegen South Park einzuweihen, beschließt Stan, sich bei Cruise zu entschuldigen. Dieser will die Klage jedoch nur dann zurücknehmen, wenn er den muslimischen Propheten Mohammed treffen darf. Da sich Mohammed allerdings lange Zeit nicht mehr öffentlich sehen ließ, erweist sich diese Situation als sehr knifflig. Stan erinnert sich jedoch, ihn in der Liga der superbesten Freunde zuletzt gesehen zu haben.
Stan macht sich somit auf den Weg zum Quartier, wo er bei Jesus und Moses Mohammed unter der Bedingung mitnehmen darf, dass sein Körper vollkommen bedeckt ist. Zeitgleich wird auch Cruise' Absicht klar, Mohammed zu treffen: Mohammeds Kräfte erscheinen ihm so mächtig, dass sich niemand mehr über ihn lustig machen würde. Auch Mitch Conner, die Jennifer-Lopez-Hand, die von Cartman gespielt wird, zeigt Interesse an Mohammed.
Da sich Cartman weigert, Mitch zu helfen, will Mitch ihn mit seinem Wissen beeindrucken und verraten, wer wirklich Cartmans Vater ist. Bei der Mohammed-Übergabe kommt es anschließend zu weiteren Problemen, denn auch die Vereinigung der Rotschöpfe ist an Mohammed interessiert. Sie drohen indes mit einem Bombenanschlag in South Park, sollten sie den Propheten nicht übergeben bekommen. Für die Prominenten scheint nun nur noch eine Person die Rettung allen Übels zu sein: Barbra Streisand. Sie soll in ihrer Rolle als „Robo-Streisand“ mächtiger als früher erscheinen und den Prominenten zu ihrem Ziel verhelfen.
Während Cartman Mr. Zylinder antrifft und von ihm erfahren möchte, wer sein richtiger Vater ist und die Rothaarigen versammelt vor einem Kampf gegen Stan und die Bevölkerung South Parks stehen, endet die Folge in einem Cliffhanger zu Episode 201.

## Zensur

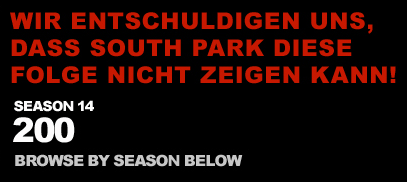
Die Information zur Zensur von Episode 200 auf der deutschen South-Park-Website

Diese Jubiläumsfolge von South Park wurde nach ihrer unzensierten Erstausstrahlung zurückgezogen. Comedy Central entschloss sich aufgrund einer Drohung von islamistischen Extremisten dazu, diese Folge nicht im Fernsehen zu wiederholen und nicht im Internet zu veröffentlichen.
Auf der Internet-Seite mit der Drohung war zu lesen „We have to warn Matt and Trey that what they are doing is stupid and they will probably wind up like Theo Van Gogh for airing this show. This is not a threat, but a warning of the reality of what will likely happen to them“ (übersetzt: Wir müssen Matt und Trey warnen, dass das, was sie tun, dumm ist und sie vielleicht des Ausstrahlens dieser Show wegen wie Theo Van Gogh enden werden. Dies ist keine Drohung, sondern eine Warnung vor der Wirklichkeit, die ihnen wahrscheinlich zustoßen wird). Van Gogh wurde nach seinem Kurzfilm Submission von einem Islamisten ermordet.
In Deutschland und anderen Ländern ist die Folge nicht ausgestrahlt worden.

## Rezeption
Die South-Park-Parodie der Episoden 200 und 201 stieß auf sehr großes Medieninteresse. Zum einen, da sich diese Episode mit dem Thema Zensur im Allgemeinen befassen sollte, zum anderen jedoch auch, da diese tatsächlich selbst zensiert wurde; siehe auch Streisand-Effekt.
In der Simpsons-Episode Walverwandtschaft reagierten die Simpsons-Entwickler in ihrem Tafel-Gag mit dem Spruch „South Park – we'd stand beside you if we weren’t so scared“ (übersetzt: South Park: Wir würden an eurer Seite stehen, wenn wir nicht solche Angst hätten) auf die Zensur.
Als Reaktion auf die Mohammed-Zensur in den beiden Folgen, welche viele als Einknicken vor islamistischen Drohungen interpretierten, riefen Internetnutzer in aller Welt den 20. Mai zum Everybody Draw Mohammed Day aus, an dem möglichst viele Menschen eine Zeichnung von Mohammed anfertigen und diese im Internet veröffentlichen sollten. Aufgrund des großen Zulaufs zur entsprechenden Facebook-Gruppe sperrte die pakistanische Regierung ab dem 19. Mai 2010 den Zugang zu Facebook in ihrem Land.